# Strolling Actresses Dressing in a Barn
Strolling Actresses Dressing in a Barn est à l'origine un tableau de 1738 de l'artiste britannique William Hogarth, qui a été reproduit sous forme de gravure publiée en accompagnement de la série de quatre estampes Four Times of the Day la même année. 
La toile, vendue en 1745, fut détruite dans l'incendie de Littleton House en 1874. La gravure est donc la seule trace de son existence. « Comme déploiement d'esprit et d'imagination sans aucune autre intention, a écrit Horace Walpole, c'est ce qu'il a fait de mieux. »
Une compagnie d’actrices se préparant pour leur dernière représentation avant la dissolution de la troupe du fait de la Licensing Act. Élaboré à la suite de la création de The Beggar's Opera de John Gay (1728), qui avait lié Robert Walpole avec le criminel notoire Jonathan Wild, cet arsenal juridique rendait obligatoire pour les nouvelles pièces d'être approuvées par le Lord Chambellan, ce qui entraîne pour les théâtres non-patentés une fermeture immédiate.
La majeure partie de la peinture fut achevée avant la mise en application de la loi de 1737, mais son adoption ne fut pas une surprise ; Hogarth en profite donc pour insérer une référence à cette loi dans son œuvre.